# Município de Perry (condado de Pike, Ohio)
O município de Perry (em inglês: Perry Township) é um município localizado no condado de Pike no estado estadounidense de Ohio. No ano de 2010 tinha uma população de 1.026 habitantes e uma densidade populacional de 17,28 pessoas por km².

## Geografia
O município de Perry encontra-se localizado nas coordenadas 39° 10′ 18″ N, 83° 18′ 50″ O. Segundo o Departamento do Censo dos Estados Unidos, o município tem uma superfície total de 59.36 km², da qual 59,35 km² correspondem a terra firme e (0,02 %) 0,01 km² é água.

## Demografia
Segundo o censo de 2010, tinha 1.026 habitantes residindo no município de Perry. A densidade populacional era de 17,28 hab./km². Dos 1.026 habitantes, o município de Perry estava composto pelo 96,88 % brancos, o 0,88 % eram afroamericanos, o 0,49 % eram asiáticos, o 0,39 % eram de outras raças e o 1,36 % eram de uma mistura de raças. Do total da população o 0,97 % eram hispanos ou latinos de qualquer raça.